# Waterlooplatz

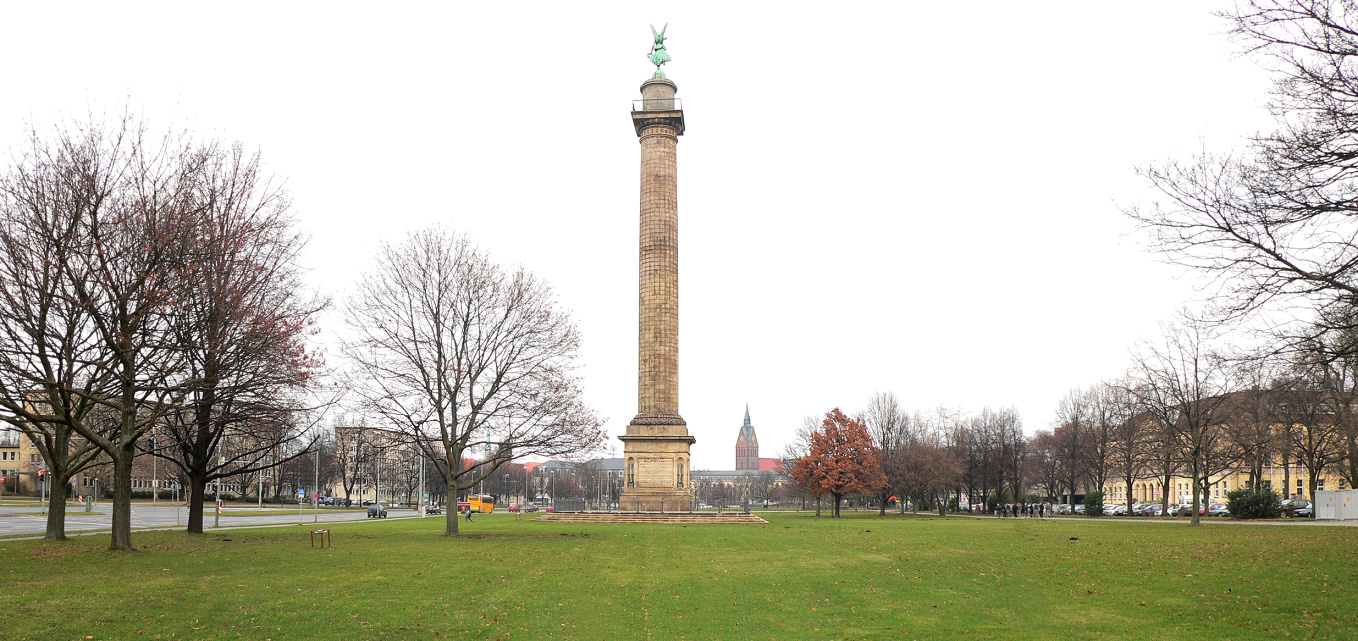
Platz mit Waterloosäule, links Finanzamt Hannover-Mitte und Niedersächsisches Innenministerium, rechts Standort der früheren Wasser- und Schifffahrtsdirektion Hannover in der Infanteriekaserne 1, hinten Altstadt mit Marktkirche

Der Waterlooplatz in Hannover ist eine etwa vier Hektar große Rasenfläche im Stadtteil Calenberger Neustadt. Auf dem Platz steht die Waterloosäule. Platz und Säule entstanden im 19. Jahrhundert zur Erinnerung an die Schlacht bei Waterloo. Während die Platzanlage bei ihrer Entstehung in der ersten Hälfte des 19. Jahrhunderts ursprünglich ein Kasernenareal umgab, liegt sie heute inmitten des Regierungs- und Verwaltungsviertels der niedersächsischen Landeshauptstadt.

## Lage und Beschreibung

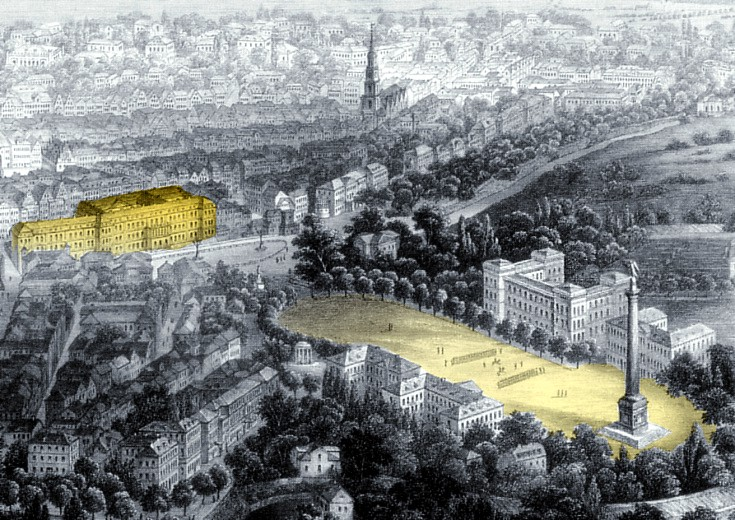
Das Leineschloss links und der auf das Schloss ausgerichtete Waterlooplatz um 1850

Waterlooplatz mit Militärbauten (grün) um 1896

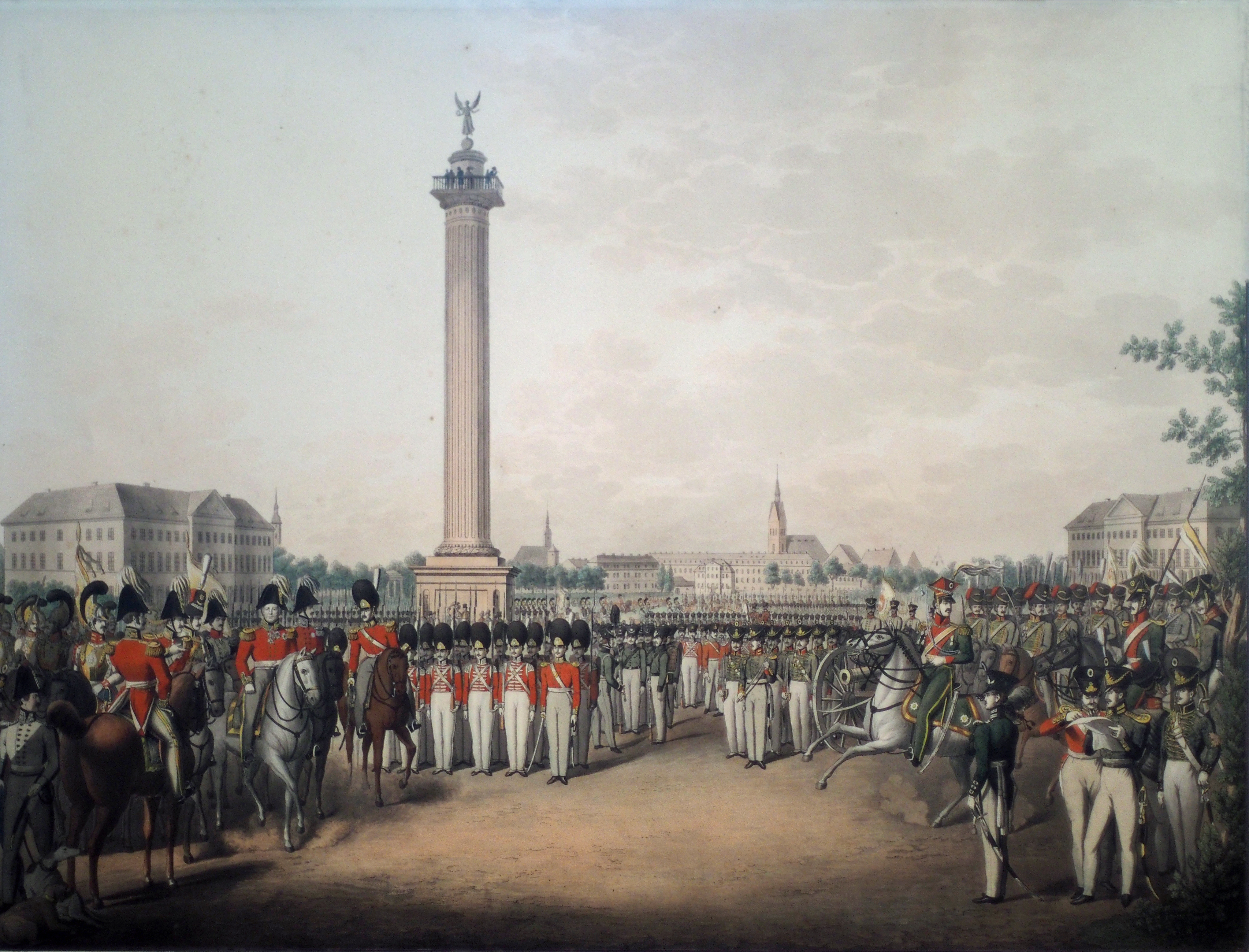
Die Königlich Hannoversche Armee, Parade auf dem Waterlooplatz (um 1840)

Der etwa 400 × 100 Meter rechteckige Waterlooplatz befindet sich südwestlich der Altstadt in Sichtweite des Niedersächsischen Landtags. Die Fläche ist öffentlich zugänglich und wird gelegentlich für Heißluftballonstarts und Veranstaltungen, wie Zirkusvorführungen und Showauftritte, genutzt. 2006 war auf dem Platz eine Arena aufgebaut, in der Public Viewing der Fußball-Weltmeisterschaft 2006 auf Großleinwand stattfand. Dies wiederholte sich 2012 zur Fußball-Europameisterschaft 2012.
Im südlichen Bereich des Platzes steht die zur Siegessäule ausgestaltete 46 m hohe Waterloosäule. Der Platz ist als Rasenfläche gestaltet und weist an den Rändern vereinzelt Baumreihen auf. Eine Abgrenzung stellen die vier umgebenden Straßen dar. Nennenswert sind dabei nur die Verkehrswege an den Längsseiten. Dies sind im Nordwesten die vierspurige Ausfallstraße Lavesallee und im Südosten die verkehrsruhige Straße „Am Waterlooplatz“. Unter dem Waterlooplatz befindet sich die unterirdische Stadtbahnhaltestelle „Waterloo“.

## Geschichte
Der Waterlooplatz entstand Anfang des 19. Jahrhunderts gemeinsam mit der Waterloosäule. Beides diente der Erinnerung an den Sieg in der Schlacht bei Waterloo, den auch Truppen des Königreichs Hannover 1815 gegen Napoléon errangen.
Er war der erste größere Exerzier- und Militärparadeplatz in Hannover, den die hier stationierten Soldaten nutzten. Die Kasernen rund um den Platz lagen damals noch vor den Toren der Stadt Hannover. Die bastionsartige Stadtbefestigung wurde ab 1763 entfestigt. Dabei wurden Wälle und Mauern geschleift, um die Bebauung und das Straßennetz ausdehnen zu können.
Der Platz wurde am Reißbrett des Hofbaumeisters Georg Ludwig Laves, dem führenden Architekten des Königreichs Hannover, entworfen. Die Platzanlage erweiterte die Sichtachse des damaligen Leineschlosses (heute Niedersächsischer Landtag) nach Südwesten. Die Arbeiten zur Anlage von Platz und Säule dauerten etwa von 1826 bis 1832 an.
Ursprünglich war der Waterlooplatz eine rechteckige Fläche mit halbrunden Stirnenden. Südlich des Platzes führte ein Graben vorbei zur Leine, der Abwässer der Kasernen des Waterlooplatzes entsorgte. Mit der Einführung einer Kanalisation um 1900 wurde er zugeschüttet.

### Militärbauten
Mit der Anlage des Waterlooplatzes Anfang des 19. Jahrhunderts entstand an seinen Seiten eine Reihe von Militärbauten. Eine ähnlich militärisch bedingte Entstehungsweise ist in Hannover beim Welfenplatz und dem Königsworther Platz der Fall.
Unmittelbar am Waterlooplatz standen an der Nord-West-Seite die Infanteriekasernen 2 und 3, anfangs als Gardejäger- und Gardegrenadier-Kasernen bezeichnet. Gegenüber an der Süd-Ostseite lagen die Infanteriekaserne 1, die spätere Hindenburgkaserne und das Hauptzeughaus, das spätere Artilleriedepot. Seit der Entstehungszeit bis ins 20. Jahrhundert waren unmittelbar am Platz etwa 1.100 Infanteristen stationiert. Im weiteren Umfeld des Platzes lagen etwa 25 Militäreinrichtungen, wie Lazarett, Arresthaus, Bekleidungskammer und repräsentative Dienstwohnungen von Offizieren und Kommandeuren.

### Königliches Hauptzeughaus

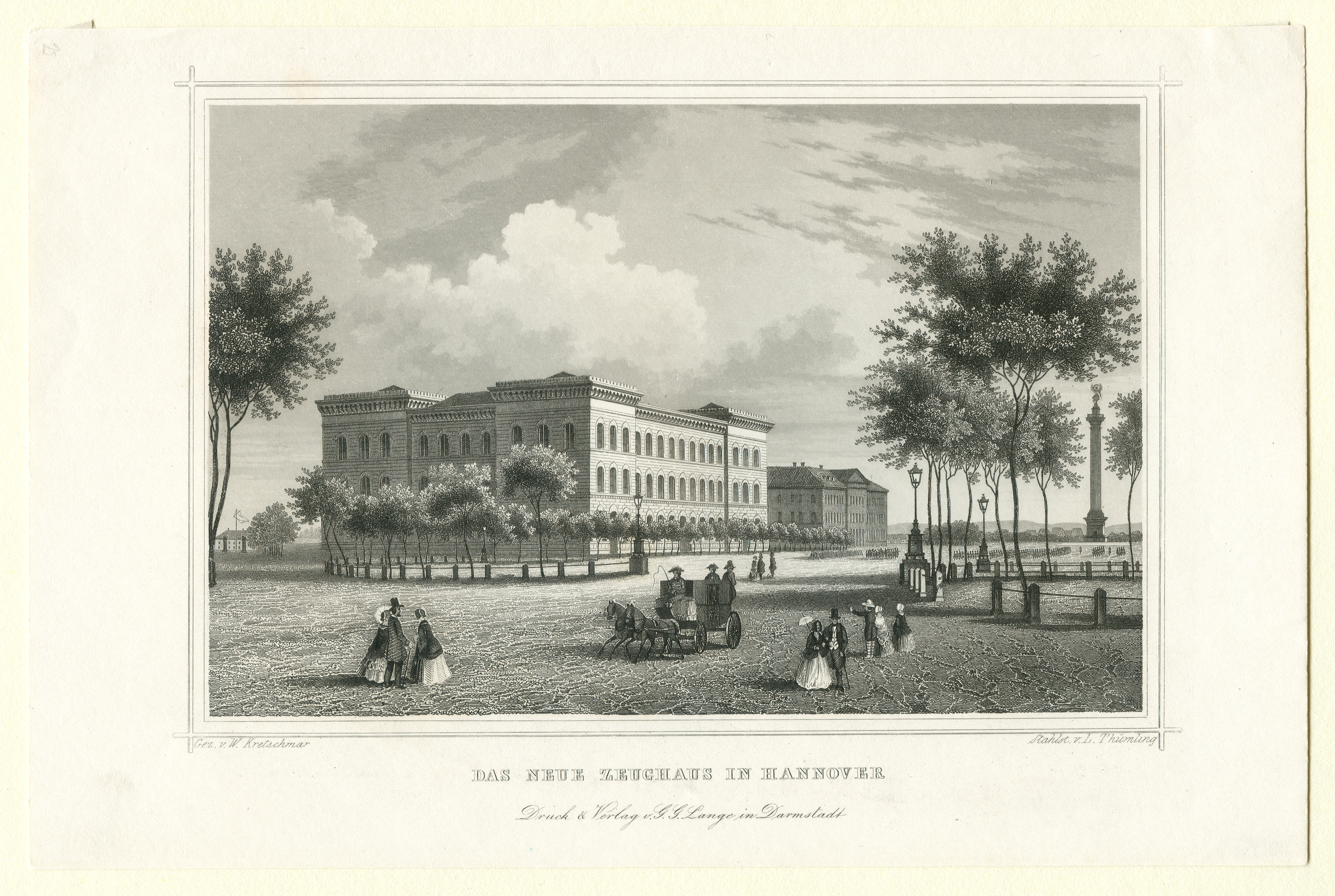
Um 1850: Das Hauptzeughaus;
Stich von Thümling nach Kretschmer

Blick von der Waterloosäule auf den Platz um 1900, hinten Markthalle und Leineschloss

Das königliche Hauptzeughaus war der bereits 1833 geplante, aber durch die Revolution von 1848 erst 1849 errichtete Nachfolger des Zeughauses am Hohen Ufer (heute Teil des Historischen Museums am Hohen Ufer). Es war der größte Gebäudekomplex am Waterlooplatz, später auch Artilleriedepot. Karl Friedrich Schinkel erstellte zuvor ein Gutachten, Rudolf Wiegmann einen Entwurf. Nach einer Wettbewerbs-Ausschreibung durch das Kriegsministerium siegte Konrad Stremme (2. Platz: Ludwig Hellner). Der Bau wurde in florentinischer Renaissance ausgeführt mit vorgezogenen Eckbauten.
Im Gebäude lagerte militärisches Gerät, wie Geschütze, Fahrzeuge, Schießpulver, Geschirr und Waffen aller Art. Der Zeughaus-Komplex entstand 1845–49 an der Südostseite des Platzes. Dazu gehörte das Hauptzeughaus als 85 m langer und 18 m breiter Bau mit drei Geschossen, der über zwölf Zugänge verfügte. Das Gebäude wies zwei 40 m lange Gebäudeflügel auf. Im Erdgeschoss waren Kanonenrohre und Fahrzeuge gelagert. Im ersten und zweiten Stockwerk wurden Gewehre und Säbel aufbewahrt.
Zwei weitere Nebenzeughäuser entstanden an der Ostseite des Grundstücks an der heutigen Waterloostraße gegenüber der Kriegsschule und dem 1903 fertiggestellten Polizeipräsidium. Die beiden dreigeschossigen Zeughäuser waren 81 m lang und etwa 13 m breit. In ihnen waren im Erdgeschoss und im ersten Stockwerk Fahrzeuge untergebracht, im obersten Stockwerk lagerten Geschirre.
Die Luftangriffe auf Hannover im Zweiten Weltkrieg hinterließen eine gut erhaltene Ruine, die jedoch 1955 abgerissen wurde zugunsten eines Neubaus der Oberfinanzdirektion.

### Infanteriekaserne 1

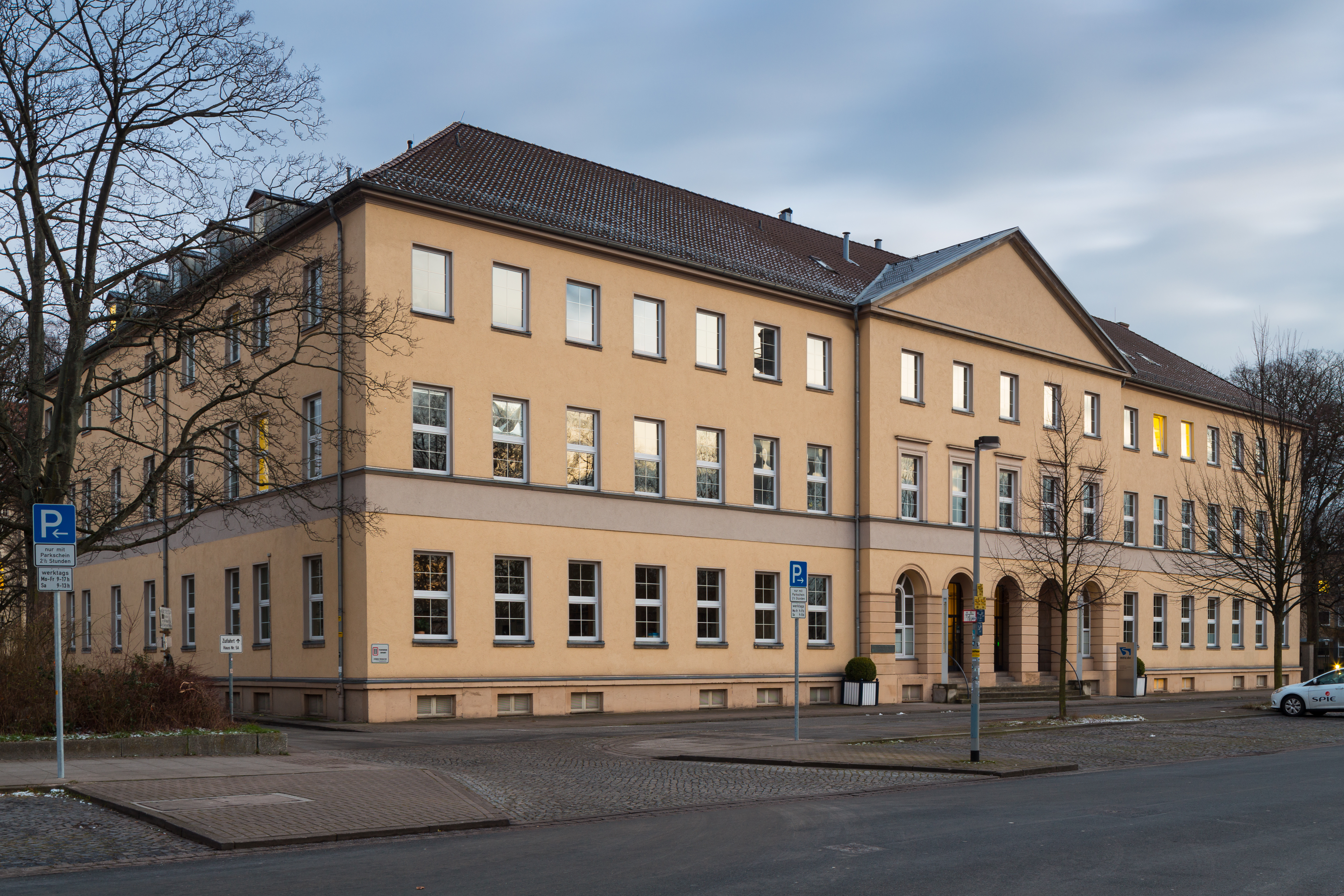
Frühere Infanteriekaserne 1, später Wasser- und Schifffahrtsdirektion Hannover

Das Hauptgebäude der Infanteriekaserne 1 und späteren Hindenburg-Kaserne wurde 1833 als 52 m langer Ziegelsteinbau an der Süd-Ostseite des Platzes errichtet. Die Kaserne stand auf einem 110 × 41 m großen Gelände. Das Kasernengebäude verfügte über drei Geschosse und war unterkellert. Es war in der Länge zur Straßenfront errichtet und wies in der Tiefe des Grundstücks zwei Flügel von je 20 m Länge auf. Das Kellergeschoss hatte 27 Räume und war für die Küche, Waschküche, Kohlenkeller und Vorratsräume bestimmt. Die Mannschaftsstuben waren durchschnittlich mit 10–15 Soldaten belegt. Jedem untergebrachten Soldaten standen etwa 17 m³ an Raum zur Verfügung, den Offizieren doppelt bis viermal so viel. Die Kaserne hatte zwar ein Fassungsvermögen für 560 Soldaten, war aber um 1900 nur mit 450 Soldaten belegt. Davon hatten 420 Soldaten Mannschaftsdienstgrade, 30 waren Offiziere.
Darüber hinaus bestand eine Reihe von Nebengebäuden, wie ein etwa 50 m langer Bau mit Küche, Speiseraum, Krankenrevier, Baderaum und Werkstätten, wie die des Büchsenmachers. Weitere Gebäude waren ein 38 m langes Exerzierhaus und eine Latrine. Da die Kaserne in der Leineniederung stand, trat in den Anfangsjahren bei Hochwasser des Flusses öfters Wasser in die Keller. Um 1900 war das Gelände so weit entwässert und reguliert, dass dies nicht mehr auftrat.
Heute ist in dem gut erhaltenen Bau ein Standort der Generaldirektion Wasserstraßen und Schifffahrt untergebracht.

### Kaserne 2
Die Infanteriekaserne 2 an der Nord-Westseite des Platzes entstand 1831 und war als Kommandantur vorgesehen. 1839 wurde das 40 m lange Gebäude durch den Anbau eines Flügels erweitert und zur Kaserne bestimmt. Das Hauptgebäude wies drei Geschosse und Unterkellerung auf. Die Belegungsverhältnisse waren ähnlich der Infanteriekaserne 1. Ebenso waren ähnliche Nebengebäude vorhanden.
Die Kaserne war für 415 Mann ausgelegt, war um 1900 aber nur mit etwa 320 Soldaten belegt. Heute sind die Bauten der Kaserne nicht mehr vorhanden. Sie befanden sich etwa in Höhe des heutigen Finanzamts Hannover-Mitte und des Niedersächsischen Innenministeriums.

### Kaserne 3
Die Infanteriekaserne 3 an der Nord-Westseite des Platzes entstand 1831 unmittelbar neben der Kaserne 2. Das 52 m lange Hauptgebäude aus Ziegelsteinen wurde dreigeschossig mit Keller errichtet. Es verfügte über zwei Gebäudeflügel. Die Kaserne war um 1900 mit etwa 400 Soldaten belegt. Die Belegungsverhältnisse waren ähnlich der Infanteriekaserne 1. Ebenso waren ähnliche Nebengebäude vorhanden.
Die Kaserne ist heute nicht mehr vorhanden; sie befand sich etwa in Höhe des heutigen Finanzamts Hannover-Mitte.

### Kriegsschule

Grundriss der Kriegsschule 1896

Kriegsschule um 1896 und 2007 (nur noch mit Erdgeschoss), markant und gleich geblieben sind die Rundbögenfenster sowie die Eingangstür.

Eine weitere militärische Einrichtung nahe dem Waterlooplatz war die Kriegsschule. Der Gebäudekomplex entstand an der heutigen Waterloostraße in den Jahren 1842–43 als Königliche Kadettenanstalt. Das Hauptgebäude an der Straßenfront war 60 m lang und wies in der Tiefe des Grundstücks zwei 20 m lange Seitenflügel auf. Daran wurden 1894 ein Zwischenbau sowie ein etwa 25 m langes Lehrgebäude angesetzt. Die Gebäude waren unterkellert und wiesen drei Geschosse auf. Architektonisch waren die Fassaden im Rundbogenstil gehalten. Nebengebäude waren eine überdachte Reitbahn, ein Fecht- und Turnschuppen, Latrine, Geschützschuppen, Kegelbahn und Pferdeställe.
In der Kriegsschule waren 120 Kriegsschüler untergebracht. Ihnen stand bei der Unterbringung ein Raumvolumen von 52 m³ pro Person zur Verfügung, was mehr als das Doppelte des Raums für Soldaten anderer Kasernen war. Das große Raumvolumen wurde durch die außergewöhnliche Geschosshöhe von 5 m erreicht, was die Heizfähigkeit der Räume stark beeinträchtigte.
Nach der Annexion des Königreichs Hannover wurde 1867 die Einrichtung in Preußische Kriegsschule umbenannt. Seit 1919 gehören die Bauten dem damaligen Polizeipräsidium und der Polizeidirektion Hannover, die auf dem Nachbargrundstück 1903 einen Neubau errichtet hatte. Das Hauptgebäude der ehemaligen Kriegsschule wurde durch Bombenangriffe während des Zweiten Weltkriegs stark beschädigt. Erhalten geblieben ist das Erdgeschoss, das noch die ursprüngliche Eingangstür zur Straßenfront aufweist. Das Lehrgebäude der Kriegsschule blieb vollständig erhalten.

## Nach dem Zweiten Weltkrieg

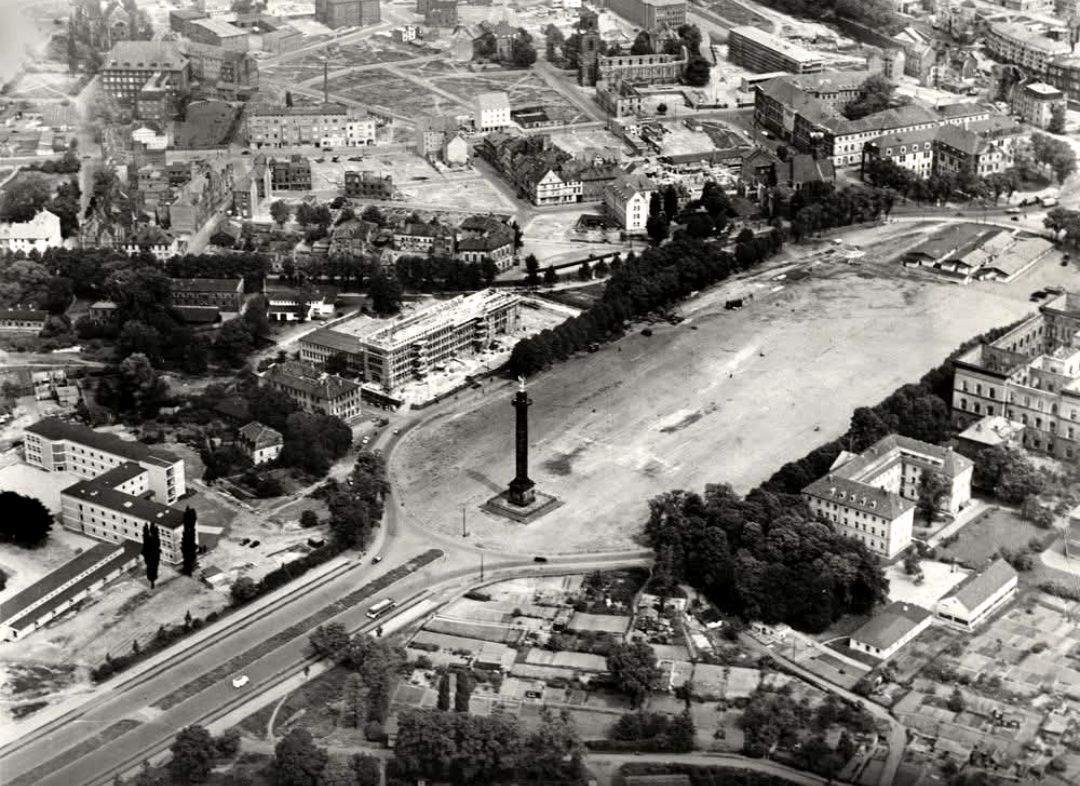
Der Waterlooplatz 1953 vor der Umgestaltung

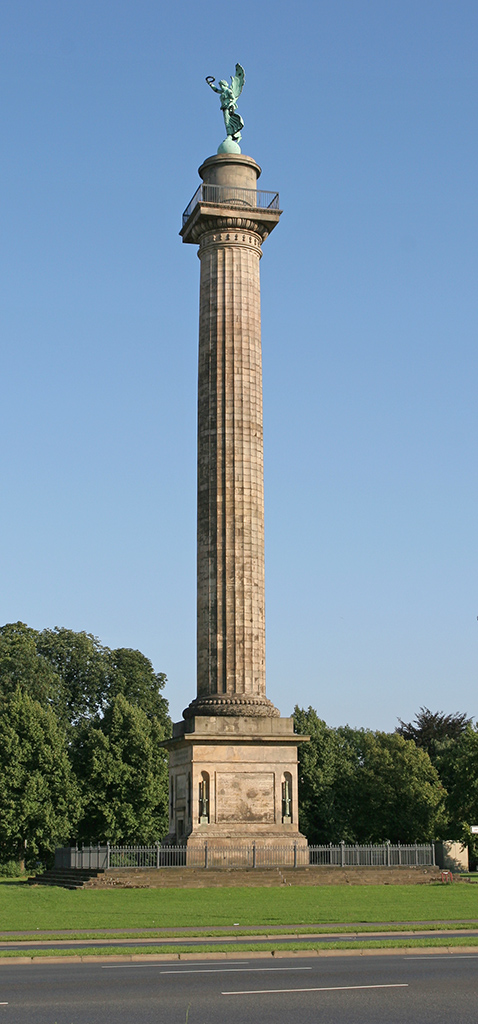
Waterloosäule heute

Bei den Bombenangriffen während des Zweiten Weltkriegs auf Hannover wurden die Militäranlagen rund um den Waterlooplatz stark in Mitleidenschaft gezogen. Viele der so beschädigten oder zerstörten Gebäude wurden nach dem Krieg abgerissen, wie das Hauptzeughaus 1955. Heute zeugen nur noch wenige Reste von der militärischen Vergangenheit des Platzes. Vollständig erhalten geblieben ist die Infanteriekaserne 1 mit einem Standort der Generaldirektion Wasserstraßen und Schifffahrt. Von der Kriegsschule an der Waterloostraße auf dem heutigen Gelände der Polizeidirektion sind etliche Teile erhalten geblieben.
Auf den freigewordenen Flächen der zerstörten Kasernen am Waterlooplatz entstanden nach dem Krieg Verwaltungs- und Regierungsbauten, für die hier genügend Fläche vorhanden war. Stadtbaurat Rudolf Hillebrecht entwickelte 1948 den Plan, das Regierungsviertel der Landesregierung rund um den Waterlooplatz einzurichten. Es lag dadurch nahe dem Niedersächsischen Landtag, der im wieder aufgebauten Leineschloss eingerichtet wurde. Andere nach 1945 vorgesehene Stadtbereiche, wie die Hohenzollernstraße an der Eilenriede und der Warmbüchenkamp sowie der Schiffgraben, waren flächenmäßig und städtebaulich unzureichend für Ministerien, Landtag und Staatskanzlei.
2016 entstand auf der Rasenfläche des Waterlooplatzes auf rund 4000 m² ein Containerdorf für 120 Flüchtlinge, ebenso eine Kindertagesstätte. Das später als Unterkunft für sozial schwache Personen genutzte Containerdorf wurde 2023 rückgebaut. 
2024 beschlossen drei Fraktionen im hannoverschen Stadtrat, den Platz nach historischem Vorbild umzubauen und die auf Baumeister Laves zurückgehende Hippodromform des Platzes wiederherzustellen. Als Grundlage könnten die beim Projekt Hannover City 2020 + entwickelten Ideen genutzt werden. Dennoch soll es einen neuen Ideenwettbewerb für die Umgestaltung geben.

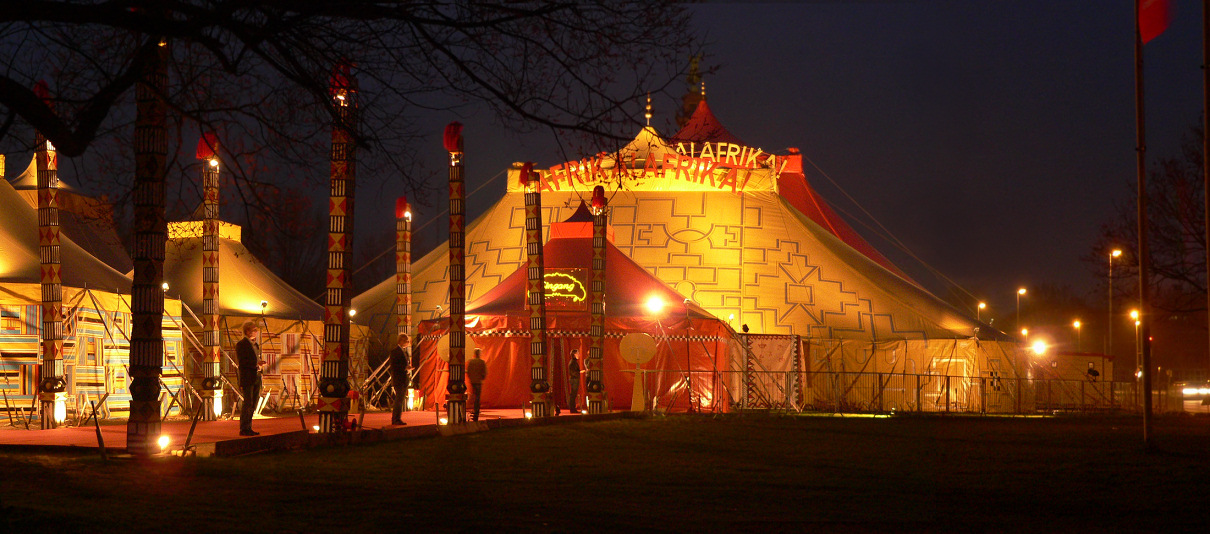
Zeltstadt der Inszenierung Afrika! Afrika! von André Heller auf dem Waterlooplatz, 2008
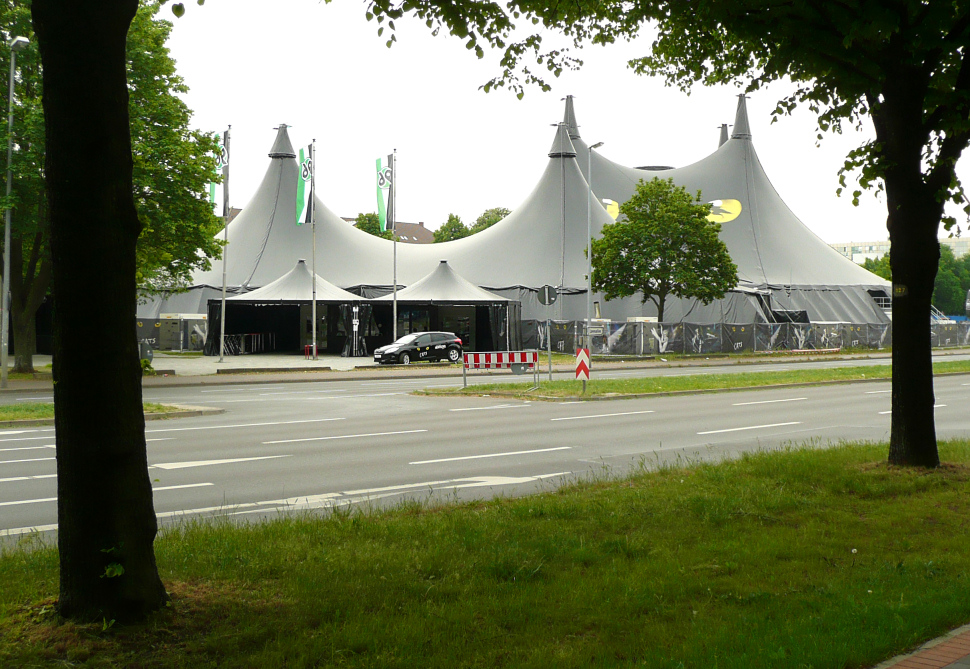
Cats-Theaterzelt auf dem Waterlooplatz, 2011
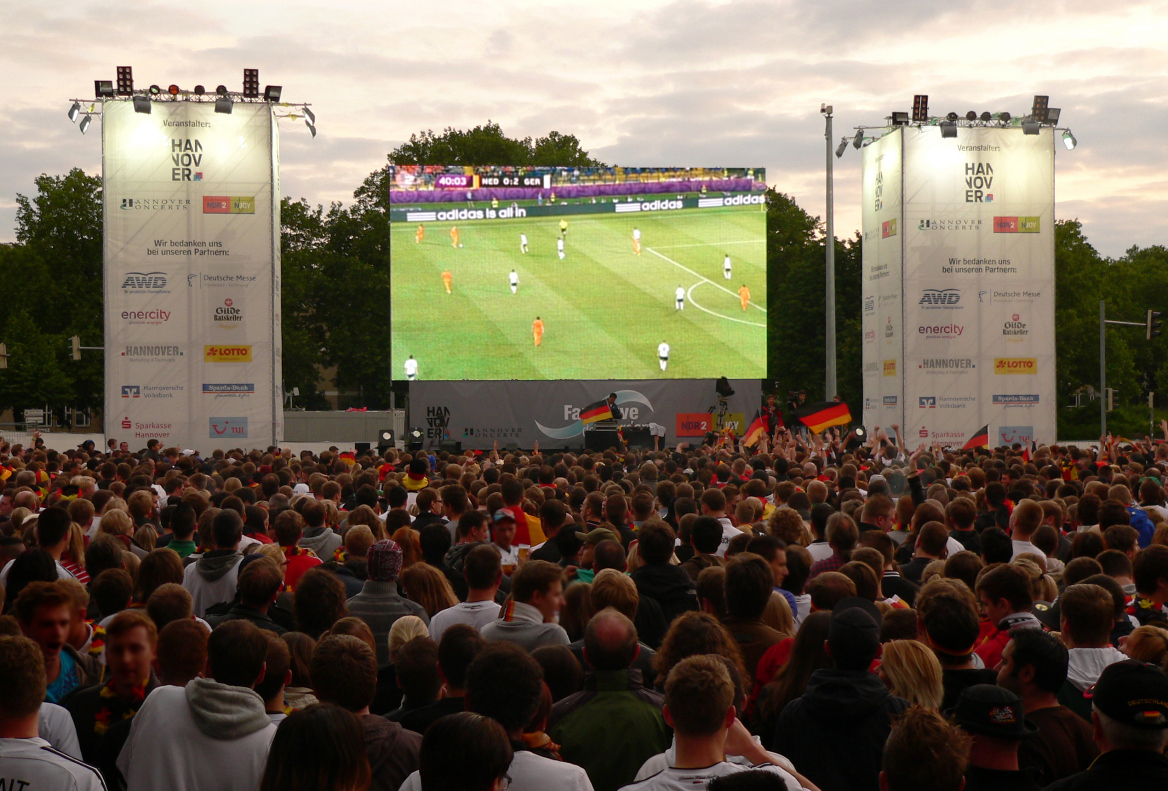
Public Viewing auf dem Platz zur Fußball-EM 2012

## U-Bahn-Station

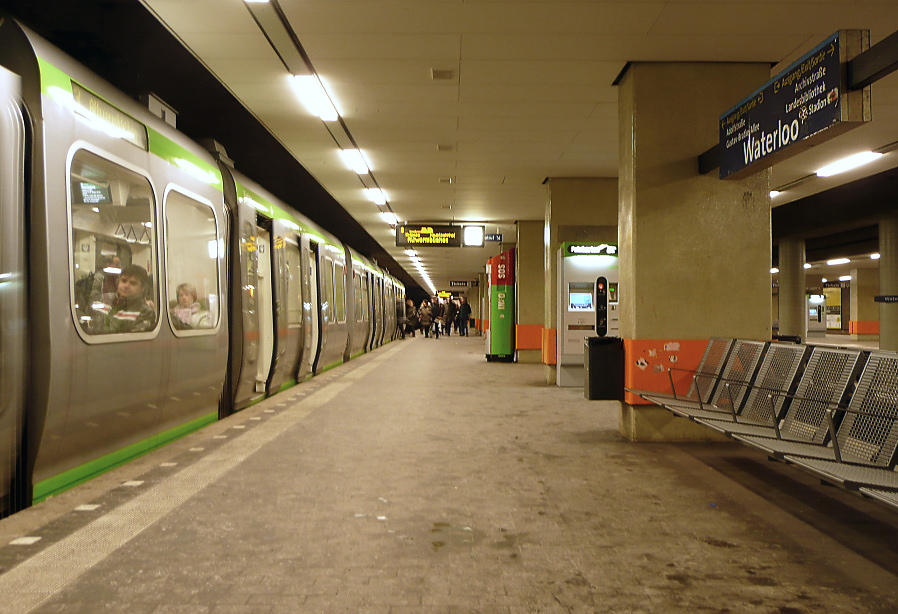
U-Bahn-Station Waterloo

Am Waterlooplatz begann am 16. November 1965 der Bau der Stadtbahn Hannover, knapp drei Jahre später konnten auf Betreiben der Stadtverwaltung erste Besucher am 31. August und 1. September 1968 die erst teilweise fertiggestellte, nach oben hin noch offene Baustelle am „Tag der offenen Tür“ besichtigen. Hier entstand die viergleisige U-Bahn-Station Waterloo der Stadtbahnstrecke A. Nach den ursprünglichen U-Bahn-Planungen sollten von dieser Station später einmal die Strecken A-Süd und A-West weitergeführt werden. Darüber hinaus sollte eine unterirdische Kehranlage entstehen. Im Hinblick auf diese Planungen wurden beim Bau der Station einige Bauvorleistungen geschaffen, die im südlichen Teil der Station erkennbar sind.
Am 28. September 1975 wurde die erste Stadtbahnlinie vom Hauptbahnhof über Waterloo nach Oberricklingen eröffnet. Zunächst wurden nur die zwei innenliegenden Gleise der Station genutzt, die zur Rampe in der Gustav-Bratke-Allee führten. 1979 wurde die A-West-Strecke Richtung Empelde ebenfalls über die Rampe an den Tunnel angeschlossen.
Im Jahr 1999 wurden mit dem Bau der Spange Legionsbrücke die beiden äußeren Gleise in Betrieb genommen. Die Linien 3 und 7 fuhren nun nicht mehr über Schwarzer Bär, sondern direkt zur Haltestelle Krankenhaus Siloah (jetzt Allerweg). Von der ursprünglichen Planung der unterirdischen Weiterführung der Strecke war man abgerückt und hatte stattdessen die Ihme mit einer Brücke überquert. Beim Bau der Verlängerung wurde wieder eine Bauvorleistung in Form eines kurzen Tunnelstücks geschaffen. Dadurch besteht die Möglichkeit, die A-West-Strecke eines Tages in einen Tunnel durch Linden-Mitte zu verlegen.
Die bisher weitgehend schmucklosen Betonwände der unter großem Zeitdruck fertiggestellten U-Bahn-Station wurden 2013/14 runderneuert und mit Abbildungen und Tafeln zur Stadtgeschichte ausgestattet.